# Purity Ethane and Propane Pipelines
Purity Ethane and Propane Pipelines – трубопровід в Техасі, призначений для транспортування нафтохімічної сировини. 
Одним з постачальників нафтохімічної сировини – пропану та етану – для належного Dow Chemical установки парового крекінгу у Фріпорті була установка фракціонування у Шерідані. Від неї зазначені продукти подавались на схід по трубопроводу Sheridan NGL, який приблизно посередині своєї траси мав з’єднання з лінією KS, котра так само належала Dow Chemical та обслуговувала потреби цього концерну. В той же час, по Sheridan NGL транспортувались й інші отримані під час розділення продукти. 
В кінці 2000-х власник установки у Шерідані вирішив оптимізувати її логістичну схему, припинивши партійне перекачування продуктів. В результаті із кількох вже існуючих ділянок створили систему Purity Ethane and Propane Pipelines, котра складається із:
- західної частини Sheridan NGL до точки з’єднання з лінією KS;
- узятої в довгострокову оренду лінії KS;
- придбаного у 2008 році трубопроводу Markham NGL, котрий прямує від Шерідану до належного Dow Chemical підземного сховища у Маркемі.
Всі ці ділянки виконані в діаметрі 150 мм та мають загальну довжину 177 миль, в тому числі на Markham NGL припадає 50 миль, на KS – 51 миля. Markham NGL призначили для перекачування етану, тоді як з частини Sheridan NGL та KS створили лінію, котра спеціалізується на транспортуванні пропану.
Purity Ethane and Propane Pipelines ввели у дію весною 2010 року.